# Rio Dobroaia
O Rio Dobroaia é um rio da Romênia, afluente do Auşel, localizado no distrito de Hunedoara.